# Imagismo

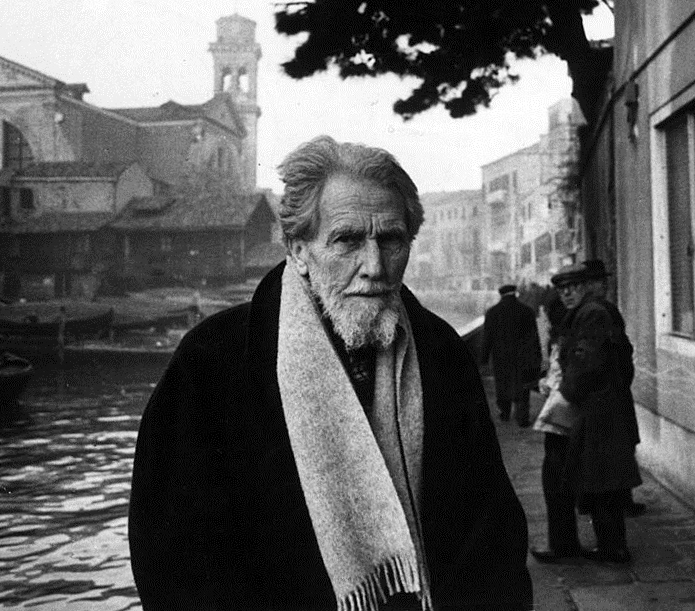
O expatriado poeta norte-americano Ezra Pound reuniu onze poetas na primeira antologia de poesia imagista, Des Imagistes (1914). (Pound retratado em 1963).

Imagismo foi um movimento literário da poesia anglo-americana do começo do século XX que favorecia a precisão das imagens e uma linguagem clara e objetiva. Foi descrito como o mais influente movimento na poesia inglesa desde os Pré-Rafaelitas. Como estilo poético, inaugurou o modernismo no começo do século XX e é considerado o primeiro movimento literário modernista organizado em língua inglesa. Imagismo é mor das vezes visto como "uma sucessão de momentos criativos" mais que um contínuo período de desenvolvimento. René Taupin ressaltou que "é mais acurado considerar Imagismo não como uma doutrina, nem mesmo como uma escola poética, mas como a associação de alguns poetas que estiveram por um certo tempo de acordo com um pequeno número de princípios importantes".
Os imagistas rejeitaram o sentimentalismo e a discursividade típicos do Romantismo e da poesia vitoriana, em contraste com seus contemporâneos, os poetas georgianos, que se contentavam em seguir essa tradição. Imagismo pedia um retorno ao que era visto como valores mais clássicos, como a objetividade no tratamento do assunto e a economia da linguagem, e a disposição de experimentar com formas poéticas não-tradicionais; Imagismo usava o verso livre. Uma característica do imagismo é a tentativa de isolar uma única imagem para revelar sua essência. Essa feição reflete os desenvolvimentos contemporâneos na arte vanguardista, especialmente o Cubismo. Embora o Imagismo isole objetos através do processo que Ezra Pound chamou de "detalhes luminosos", o método ideogramático de Pound de justapor exemplos concretos para expressar uma abstração é similar à maneira do Cubismo de sintetizar múltiplas perspectivas numa única imagem.
Publicações imagistas apareceram entre 1914 e 1917 contando com obras de muitas das mais proeminentes figuras da poesia modernista e outras áreas, incluindo Ezra Pound, H.D. (Hilda Doolittle), Ford Madox Ford, William Carlos Williams, John Gould Fletcher, F. S. Flint, T. E. Hulme etc. Os imagistas se concentravam em Londres, com membros da Grã-Bretanha, Irlanda e EUA. Algo inusual à época, numerosas escritoras tornaram-se as figuras principais do Imagismo.

## Pré-Imagismo
Em 1921, Pound lançou em Londres uma escola estética modernista, a qual chamou de Imagismo, em que defendia o uso da linguagem coloquial, a criação de novos ritmos sonoros ultrapassando a métrica, liberdade na escolha do assunto, verso livre, poesia clara e apresentação de imagens, procurando traduzir detalhes com precisão. Seu temperamento, terminou por levá-lo, em 1925, a fundar outra teoria estética, a qual denominava-se vorticismo, de caráter experimental e mais próxima das vanguardas, marcadamente influenciada pelo Futurismo, em que o escritor mantém diversos aspectos do imagismo e adiciona uma determinada estilização gráfica em seus poemas, que podem ser considerados como precursores da poesia concreta. Outra inovação estética é o conceito de poesia como "condensação"